# Lauzun
Lauzun település Franciaországban, Lot-et-Garonne megyében. Lakosainak száma 731 fő (2022. január 1.). Lauzun Saint-Aubin-de-Cadelech, Eymet, Serres-et-Montguyard, Bourgougnague, Douzains, Lalandusse, Saint-Colomb-de-Lauzun és Sérignac-Péboudou községekkel határos.

## Népesség
A település népességének változása:
| Lakosok száma | 1043 | 776  | 766  | 751  | 706  | 730  | 745  | 763  | 739  | 731  |
|               | 1968 | 1982 | 1990 | 2006 | 2013 | 2015 | 2017 | 2019 | 2020 | 2022 |